# José Curbelo
José Curbelo (* 18. Februar 1917 in Havanna; † 21. September 2012 in Miami Beach) war ein US-amerikanischer Pianist, Bandleader und Manager des Latin Jazz und Latin Pop.

## Leben und Wirken
José Curbelo, dessen Vater Violinist im Philharmonie-Orchester von Havanna war, begann mit acht Jahren eine musikalische Ausbildung; er galt als musikalisches Wunderkind und absolvierte das Molinas-Konservatorium mit 15 Jahren. Im Folgejahr spielte er in den Orchestern Los Hermanos Lebartard und bei Gilberto Valdés, bevor er Mitbegründer der Formation Orquesta Havana Riverside wurde. 1939 zog er nach New York City, spielte zunächst bei José Morand und trat auch mit Xavier Cugat, Juancito Sanabria auf und Oscar De La Hoya auf. 1942 bildete er ein neunköpfiges Orchester, das in Manhattan im Havana Madrid (1943/44) und auch in Resorts in den Catskills, Miami und Las Vegas auftrat; Tito Puente begann seine Karriere bei Curbelo. Zu dessen Arrangeuren gehörten René Hernández, Chico O’Farrill, Tito Puente und Al Cohn, der seit 1953 in seinem Sextett spielte; als Sänger griff er auf Tito Rodríguez zurück. Zu seinen erfolgreichsten Titeln zählt Managua Nicaragua, das er 1947 für RCA Victor einspielte. 1959 gründete er Alpha Records, eine Musiker-Agentur; diese Agentur hatte in den 1960er Jahren alle führenden Latin-Orchester New Yorks, das La Playa Sextet oder das Orquesta Broadway ebenso unter Vertrag wie Tito Puente und Machito.
1971 kam er mit seiner Frau Orchid Rosas nach Miami, buchte Bands für das Calle Ocho Festival und arbeitete als Immobilienhändler. 1978 kam er zeitweilig wieder nach New York zurück, um weiter in der Latin-Szene zu wirken.